# شهرستان کاس (داکوتای شمالی)
شهرستان کاس، داکوتای شمالی (به انگلیسی: Cass County, North Dakota) یک سکونتگاه مسکونی در ایالات متحده آمریکا است که در داکوتای شمالی واقع شده‌است.

## خصوصیات
شهرستان کاس ۴٬۵۷۹٫۱۲ کیلومترمربع مساحت دارد.